# Lake Lorraine
Lake Lorraine – jednostka osadnicza w Stanach Zjednoczonych, w stanie Floryda, w hrabstwie Okaloosa.